# Helvellyn
Helvellyn (/hɛlvɛ.lɪn/) (posible significado: páramo amarillo pálido) es una montaña en el distrito inglés de los lagos, el punto más alto de la cordillera Helvellyn, una línea de montañas norte-sur al norte de Ambleside, entre los lagos de Thirlmere y Ullswater.
Helvellyn es el tercer punto más alto de Inglaterra y del Distrito de los Lagos, y el acceso a Helvellyn es más fácil que a los dos picos más altos de Scafell Pike y Sca Fell. 
El paisaje incluye tres profundas calas glaciares y dos crestas de punta afilada en el lado este (Striding Edge y Swirral Edge).

## Topografía

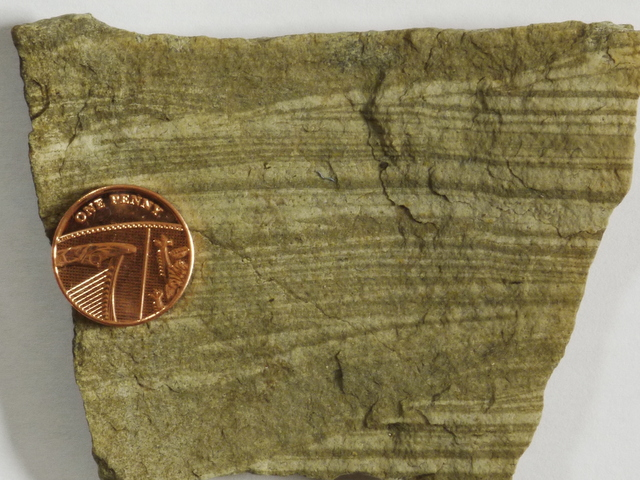
Fragmento de arena volcánica perteneciente a la piedra arenisca dde Deepdale, hallado cerca de la cima de Helvellyn.

Las rocas volcánicas de las que está hecha la montaña se formaron en la caldera de un antiguo volcán, muchas de ellas en erupciones violentamente explosivas, hace unos 450 millones de años durante el período Ordovícico. Durante la última edad de hielo, estas rocas fueron talladas por los glaciares para crear los accidentes geográficos que se ven hoy en día.
Desde el final de la última edad de hielo, pequeñas poblaciones de plantas ártico-alpinas han sobrevivido en lugares favorables en las rocas altas en las calas orientales. Las especies de mariposas alpinas raras en Gran Bretaña, el anillo de la montaña, también viven en Helvellyn y sus alrededores.
Las venas minerales, algunas con depósitos de la galena de mineral de plomo, existen dentro de las rocas de Helvellyn, pero los intentos de encontrar cantidades suficientes de plomo para valer la minería no han tenido éxito.
El turismo ha sido una industria más exitosa en el área. Durante más de doscientos años, los visitantes han sido atraídos por el paisaje del lago y la montaña del Distrito de los Lagos, y muchos han llegado a la cima de Helvellyn. Entre los primeros visitantes a Helvellyn estuvieron los poetas Samuel Taylor Coleridge y William Wordsworth, quienes vivieron cerca en un período. Muchas rutas hacia arriba de la montaña son posibles para que se pueda abordar desde todas las direcciones. La vista desde la cima es una de las más extensas del Distrito de los Lagos, y en un día despejado, la vista también puede extenderse desde Escocia hasta Gales.
Sin embargo, atravesar la montaña no está exento de peligros; durante los últimos doscientos años ha habido una serie de muertes. 
El artista Charles Gough es más famoso por su muerte en Striding Edge en 1805 que por lo que logró en su vida, protagonizando una de las más extrañas hazañas humanas en la montaña.
La parte superior de Helvellyn es una amplia meseta, con una tendencia aproximada de noroeste a sudeste durante aproximadamente un kilómetro entre Lower Man y el inicio de Striding Edge. A lo largo de esta distancia, permanece a más de 900 m (3.000 pies) de altura. Al oeste, el suelo desciende suavemente al principio, pero luego desciende más hacia Thirlmere, mientras que en el lado este, tres profundas calas glaciares, cada una de ellas rodeada por altos acantilados, están separadas por dos crestas o aristas espectaculares. El medio de estas calas contiene Red Tarn.
Como gran parte de la cordillera principal de la cordillera, Helvellyn se encuentra en la cuenca hidrográfica entre Thirlmere y el sistema del río Derwent al oeste, y Ullswater y el sistema del río Eden al este.
Las corrientes en el lado oeste drenan directamente en Thirlmere, además de Helvellyn Gill, que desemboca en un valle paralelo al este de Great How y desemboca en St John's Beck. Sin embargo, cuando se construyó el embalse Thirlmere, se construyó un leat para capturar el agua de Helvellyn Gill, de modo que ahora se dirige al embalse.
Una fuente ininterrumpida llamada Brownrigg Well existe a 90 m (300 pies) por debajo de la cumbre de Helvellyn, a unos 500 m (550 m) hacia el oeste del punto más alto, a la cabeza de Whelpside Gill. En el siglo diecinueve se construyó un leat para dirigir el agua de esta primavera en las agallas hacia el norte para satisfacer las necesidades de la mina Helvellyn más abajo. Este juego ahora ha caído en desuso. La branquia a la que condujo no se menciona en ningún mapa, pero algunos autores se han referido a ella como Mines Gill. 
Lado de pezuña, entre la papada y la papada de mulas, aparece como un hombro distinto de la montaña cuando se ve desde el oeste, en gran parte cubierto de hierba con algunos riscos y cantos rodados en algunos lugares, y con plantaciones de coníferas en las laderas inferiores que se plantaron para estabilizar la tierra alrededor del embalse. Al norte de Mines Gill están los Screws de Helvellyn, un tramo de ladera más escarpado, debajo de la cresta noroeste, con un pedregal suelto que cubre en algunos lugares.
Las profundas calas en el rocoso lado oriental de Helvellyn desembocan en Ullswater. El agua de Brown Cove y Red Tarn se unen debajo de Catstye Cam para formar Glenridding Beck, que fluye a través del pueblo de Glenridding hasta el lago, mientras que Nethermost Cove desemboca en el mismo lago a través de Grisedale Beck y la aldea de Patterdale.
Red Tarn, encerrado entre Striding Edge y Swirral Edge, tiene unos 25 m (82 pies) de profundidad, pero a mediados del siglo XIX se construyó una presa para aumentar su capacidad y satisfacer las necesidades de la mina Greenside cerca de Glenridding. Esa represa se ha ido y el tarn ha vuelto a su tamaño natural. Contiene trucha marrón y esquelly, una especie de pescado blanco que se encuentra en solo cuatro cuerpos de agua en el Distrito de los Lagos. 
Un segundo depósito fue construido alrededor de 1860 en Brown Cove, entre Swirral Edge y Lower Man, junto con uno más abajo en el valle de Keppel Cove. Estos proporcionaron agua para generar energía hidroeléctrica para la mina de plomo. La presa en Keppel Cove todavía está en un lugar,pero el agua ahora se filtra a través de su base. Se pueden ver los restos de la presa en Brown Cove, pero nuevamente el agua gotea libremente a través de ella. No está claro si alguna vez hubo un tarn natural en Brown Cove. Los escritores de guías antes de 1860 se refieren solo a Keppel Cove Tarn al norte de Swirral Edge. 

## Crestas
Un total de cinco crestas divergen de la cresta de la cumbre de Helvellyn en diferentes puntos. La cresta noroeste continúa desde Lower Man sobre Browncove Crags, llegando a ser casi insignificante cuando llega a la orilla de Thirlmere, sin embargo, sigue separando el valle de Helvellyn Gill del embalse, antes de levantarse nuevamente a la altura boscosa de Great How en su término. La cresta norte, la cresta principal de la cordillera, también desciende desde Lower Man, pasando por White Side y Raise hasta Sticks Pass, luego por Stybarrow Dodd y Great Dodd para terminar en Clough Head.
La dorsal noreste se conoce como Swirral Edge, una arista aguda que se une a la cumbre de la cumbre en un punto a mitad de camino, y que termina en la pirámide de Catstye Cam.
La dorsal este es otra arista aguda conocida como Striding Edge. Esto une la cresta de la cumbre en su extremo sur, no muy lejos de la cumbre de Helvellyn. Pasa por encima de la tapa subsidiaria de High Spying How y conduce a Birkhouse Moor antes de descender a su cima final, Keldas, al lado sur de Ullswater.
La cresta sur continúa la cresta principal de la cordillera Helvellyn sobre Nethermost Pike, High Crag y Dollywagon Pike para terminar en Grisedale Tarn.
El antiguo límite del condado entre Cumberland y Westmorland yacía a lo largo de la cresta Helvellyn; esto significaba que la cumbre de Helvellyn era el punto más alto en Westmorland, por lo que es un condado histórico superior.
- Datos: Q427283
- Multimedia: Helvellyn / Q427283